# Leonotis leonurus
Leonotis leonurus là một loài thực vật có hoa trong họ Hoa môi. Loài này được (L.) R.Br. mô tả khoa học đầu tiên năm 1811.

## Hình ảnh

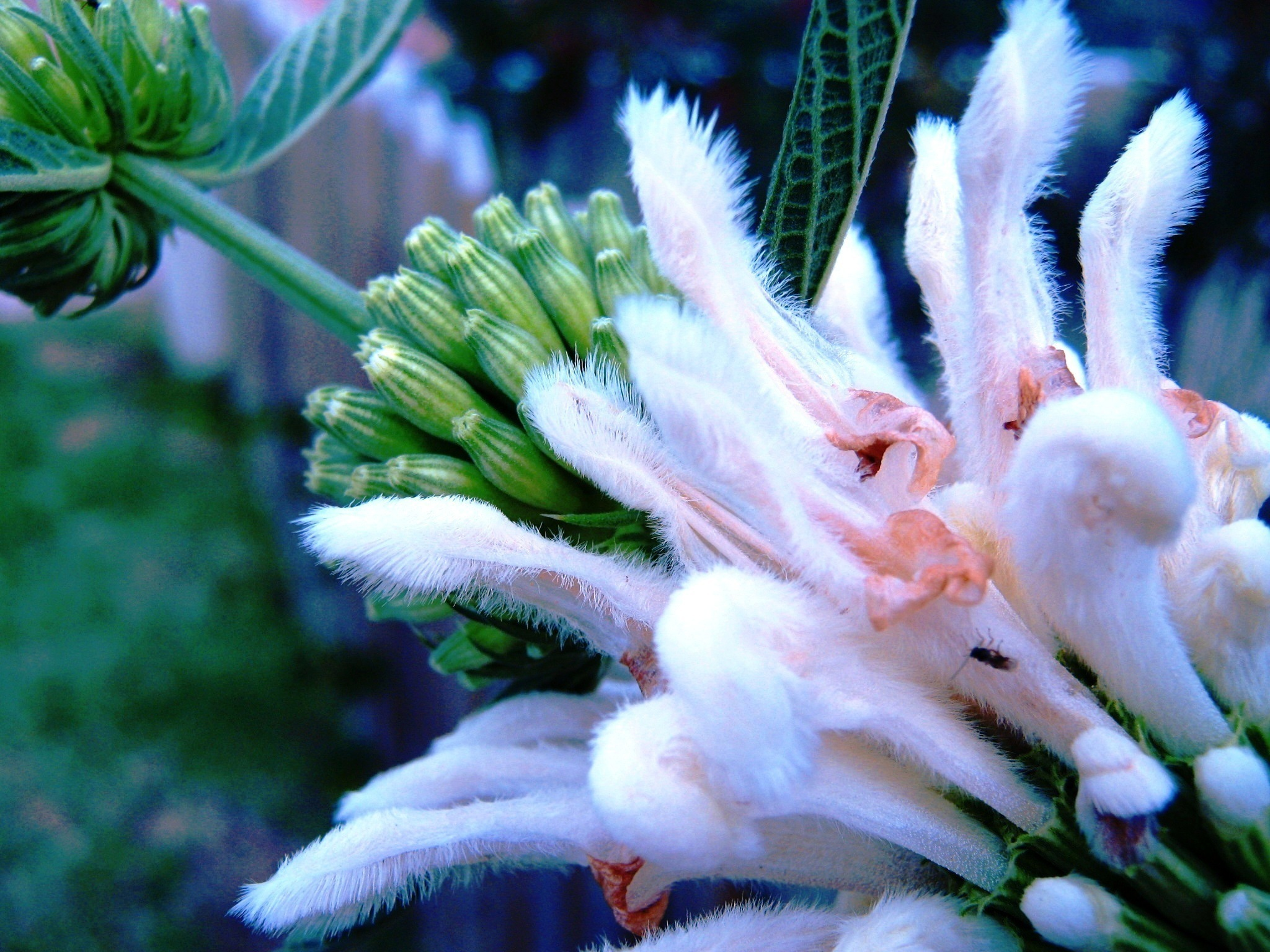
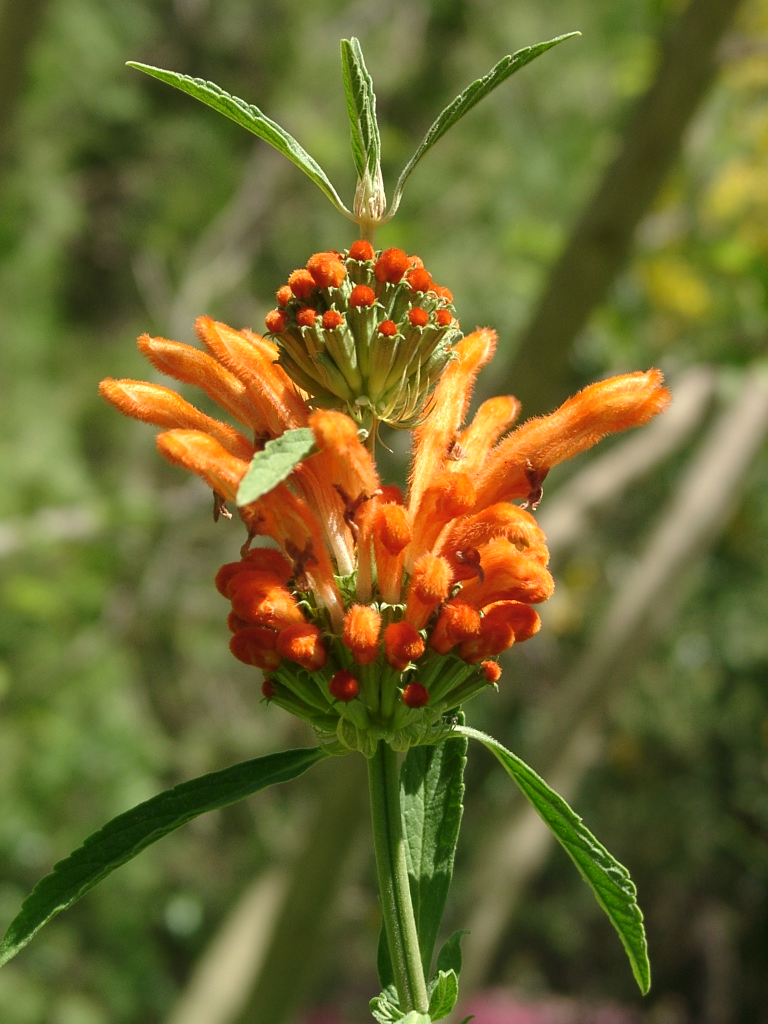
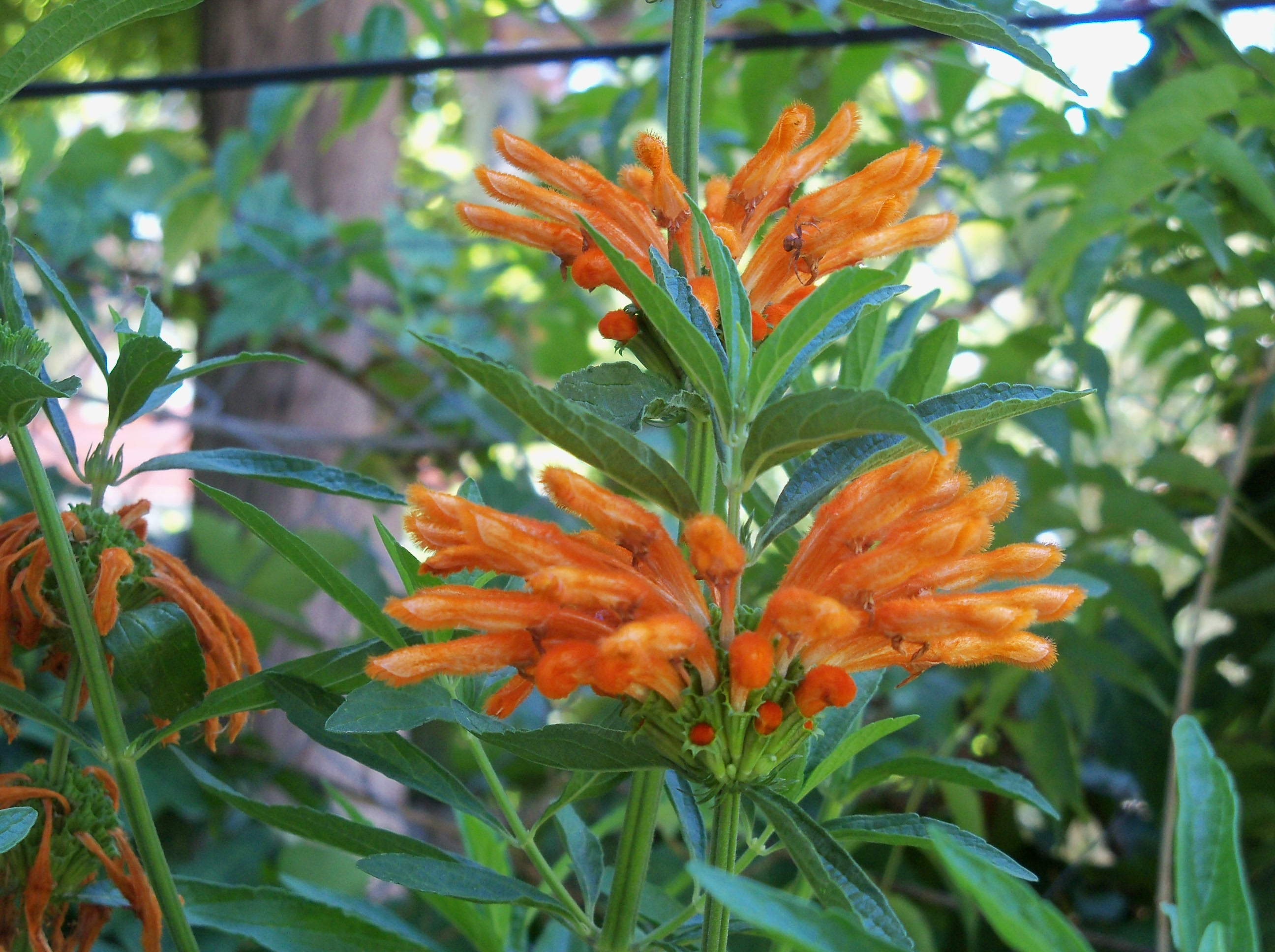
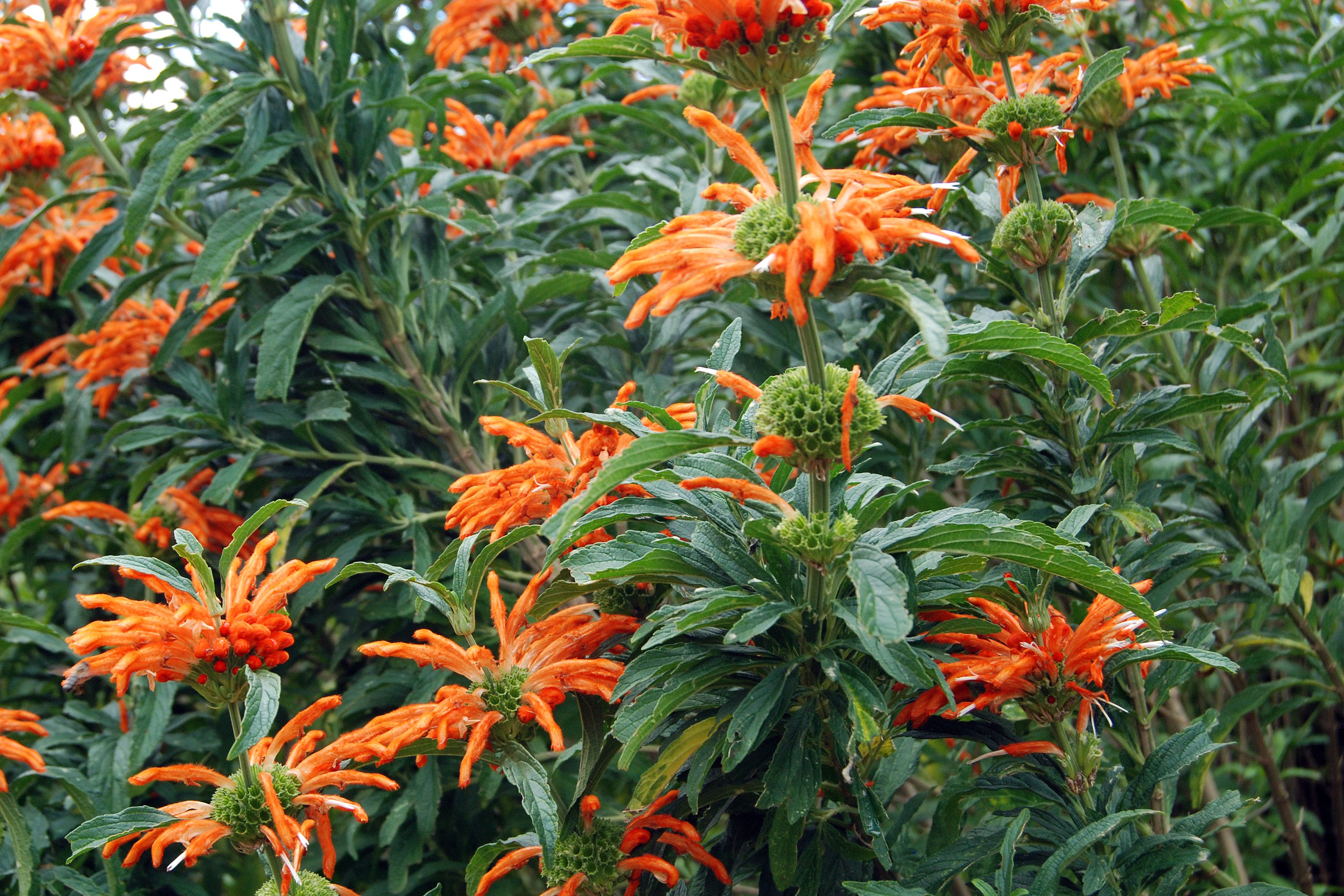